# Yiğittaşı, Pasinler
Yiğittaşı là một xã thuộc huyện Pasinler, tỉnh Erzurum, Thổ Nhĩ Kỳ. Dân số thời điểm năm 2011 là 300 người.